# Shahrak-e Bālā
Shahrak-e Bālā (persiska: شهرک بالا, Shahrak-e Aḩmadābād) är en ort i Iran.   Den ligger i provinsen Östazarbaijan, i den nordvästra delen av landet, 500 km nordväst om huvudstaden Teheran. Shahrak-e Bālā ligger 1 806 meter över havet och antalet invånare är 147.
Terrängen runt Shahrak-e Bālā är varierad, och sluttar söderut.Runt Shahrak-e Bālā är det ganska glesbefolkat, med 35 invånare per kvadratkilometer. Närmaste större samhälle är Khvājeh, 13,8 km sydväst om Shahrak-e Bālā. Trakten runt Shahrak-e Bālā består i huvudsak av gräsmarker.